# Zemgus Girgensons
Zemgus Girgensons (Riga, 5 gennaio 1994) è un hockeista su ghiaccio lettone.

## Carriera
La sua carriera è iniziata nella stagione 2009/10 con i Green Mountain Glades. Nelle due stagioni successive ha giocato con i Dubuque Fighting Saints, prima di approdare in AHL con i Rochester Americans, dove ha giocato per un'annata.
Dal 2013/14 milita in NHL con i Buffalo Sabres.
Con la nazionale lettone ha preso parte a quattro edizioni dei campionati mondiali (2013, 2014, 2016 e 2017) e ai Giochi olimpici invernali 2014.